# Elecciones municipales de Chone de 2023
Las elecciones municipales de Chone de 2023 hacen referencia al proceso electoral que se llevó a cabo en dicho cantón el 5 de febrero de dicho año con el fin de designar a las autoridades locales para el período 2023-2027. Se eligió un alcalde y nueve concejales (cinco por zona urbana y cuatro por la zona rural). El alcalde electo fue Leonardo Rodríguez Zambrano quien logró su reelección con el Partido Social Cristiano, Caminantes, Unidad Primero, y SUMA.

## Preparación
Chone es una de las ciudades más importantes de Manabí, con una población de votantes habilitados de 112 491, el Consejo Nacional Electoral definió el calendario electoral para las elecciones seccionales de 2023 el 21 de agosto de 2022, las inscripciones fueron del 20 de septiembre y la campaña electoral a partir del 3 de enero al 5 de febrero de 2023. La posesión de las nuevas autoridades está prevista para el 14 de mayo del 2023.

## Antecedentes
El Luchador de la UFC Marlon Vera había llegado a Ecuador en junio para apoyar la candidatura del candidato Marlon Vera, no obstante a pesar de las críticas por parte de opositores a la Revolución Ciudadana, Vera aclaró en su cuenta de Twitter, que el partido que escoja su hermano no tiene nada que ver con el.

### Precandidaturas retiradas
| Lista | Logo | Partido / Movimiento                 | Precandidato | Razón                          |
| ----- | ---- | ------------------------------------ | ------------ | ------------------------------ |
| 21 25 |      | Movimiento CREO Movimiento Construye | Raúl Andrade | Coalición elige a Fausto Cobo. |

## Candidaturas
| Lista      | Logo | Partido / Movimiento                                                                                                  | Candidato                    | Cargos Previos                                   | Ref   |
| ---------- | ---- | --- | ---------------------------- | ------------------------------------------------ | ----- |
| 1 2 33     |      | Alianza Cívica por el cambio Conformada por: Centro Democrático Unidad Popular Movimiento RETO                        | ítalo Colamarco Vera         | Alcalde de Chone (2009-2014)                     | [ 5 ] |
| 5 72       |      | Revolución Ciudadana Sí Podemos                                                                                       | Marlon Humberto Vera Delgado | Abogado                                          | [ 5 ] |
| 12         |      | Izquierda Democrática                                                                                                 | Narcisa Alcívar Alcívar      | Concejal de Chone (2019-2023)                    | [ 5 ] |
| 21 25      |      | Manabitamente Confomado por: - Movimiento CREO - Movimiento Construye                                                 | Fausto Cobo Delgado          | Director Distrital del MIES - Chone (desde 2021) | [ 5 ] |
| 35         |      | Movimiento MOVER | Cindy Solórzano              | Concejal de Chone (2019-2023)                    | [ 5 ] |
| 62 65 6 23 |      | Alianza por la Unidad Manabita Confomado por: - Caminantes - Unidad Primero - Partido Social Cristiano - Partido SUMA | Leonardo Rodríguez Zambrano  | Alcalde de Chone (desde 2019)                    |       |
| 95         |      | Movimiento Nueva Generación                                                                                           | Jorge Cobeña Cedeño          |                                                  |       |

## Resultados

### Elección de alcalde
|  | 43.00 % |

|  | 19.46 % |

|  | 14.73 % |

|  | 12.39 % |

|  | 6.85 % |

|  | 2.19 % |

|  | 1.39 % |

|  | 100 % |

### Nómina de Concejales Electos

#### Circunscripción Urbana
| Partido                                                                                         | Concejal                   |
| ----------------------------------------------------------------------------------------------- | -------------------------- |
| Alianza Por la Unidad Manabita: Caminantes Partido Social Cristiano Partido SUMA Unidad Primero | Ana María Flores de Valgaz |
| Alianza Cívica por el Cambio: Centro Democrático Unidad Popular RETO                            | Sixto Zambrano             |
| Revolución Ciudadana Sí Podemos                                                                 | Mishell Coppiano           |
| Manabitamente: Movimiento CREO Movimiento Construye                                             | Oscar Zambrano             |
| Izquierda Democrática                                                                           | Eddy Arteaga               |

#### Circunscripción Rural
| Partido                                                                                         | Concejal         |
| ----------------------------------------------------------------------------------------------- | ---------------- |
| Alianza Por la Unidad Manabita: Caminantes Partido Social Cristiano Partido SUMA Unidad Primero | Ivon Chica       |
| Revolución Ciudadana Sí Podemos                                                                 | Leonardo Alcívar |
| Manabitamente: Movimiento CREO Movimiento Construye                                             | Carlos Dueñas    |
| Izquierda Democrática                                                                           | Wilfrido Cedeño  |